# Tifon
Tifon (grč. Τυφῶν, Tiphôn; Tifonej, Τυφωεύς, Tiphôneús; Tifaon, Τυφάων, Typháôn; Tif, Τυφώς, Tiphos) u grčkoj mitologiji Gejin je i Tartarov sin koji je htio svrgnuti Zeusa, često smatran bogom oluje.

## Etimologija
Tifonovo ime vjerojatno dolazi od grčke riječi τύφειν, týphein = "dimiti se", a moguća je povezanost s riječju "tajfun", vjerojatno posuđenom iz perzijskog (طوفان, Tufân).

## Karakteristike
Tifon je bio golemo čudovište sa stotinjak zmijolikih repova s tamnim, treperećim jezicima. Vatra mu je bljeskala iz očiju, a zmije iz bedara. Prema Eshilu, njegov ga krevet jedva može izdržati. 
Neki izvori opisuju ga kao uzrok erupcija, a drugi kao stoglavog krilatog zmaja, s ljudskim torzom i dugim zmijskim repom.
Često ga se smatra bogom i ocem opasnih vjetrova i oluja, te vulkanskim demonom. Kao što je Tifon divlji bog vulkana i potresa, Hefest je "uljuđenija" verzija.
U egipatskoj mitologiji je poistovjećen sa Setom, prema Herodotu. 

## Mitologija

### Porijeklo
Prema Heziodu, Tifon se rodio uz Afroditinu pomoć - od ljubavi Geje (božica Zemlje) i Tartara. On spominje: "Ali kad je Zeus protjerao Titane s Olimpa, majka Zemlja je rodila svoje najmlađe dijete Tifona pomoću ljubavi Tartara, pomoću zlatne Afrodite."
Apolodor spominje da je on najstrašnije čudovište, te opisuje kako mu je tijelo pernato, a glava mu dotiče zvijezde. Prema njemu, Geja je rodila Tifona da bi se osvetila svom unuku Zeusu.
Prema Homeru, bio je zatočen u zemlji Arimi. Homer također razlikuje Tifona od Tifoeja (prema Heziodu njegova oca).
U homerskoj himni Apolonu opisuje se da je čudovišni Tifon u Delfima bio Herin sin kojeg je sama rodila u pećini u Kilikiji.
Prema Higinu, Tifon je sin Tartara i božice Tartare, čije se ime izvodi od imena njenog muža i koja je samo Tartarov ženski aspekt.

### Djeca
Tifon je oženio svoju sestru Ehidnu, s kojom je imao djecu: troglavog psa Kerbera, Hidru, Himeru, zmaja Ladona, Sfingu, dvoglavog vuka Orta, orla Etona koji je mučio Prometeja te nemejskog lava. Ta su stvorenja bila čudovišna i nakazna, kao i njihovi roditelji. Također, Tifon je dobio dijete s vlastitom majkom, Gejom, koja je božanstvo Zemlje, te je rađala djecu i sa svojim sinovima. Gejino i Tifonovo dijete bilo je čudovište poput samog Tifona - kolhidski zmaj, čuvar zlatnog runa.

### Borba sa Zeusom
Zeus se u Kilikiji borio s Tifonom, a njihova je borba uzrokovala cunamije i potrese. Čak je uspio uzeti Zeusu munje i njima gađati Zemlju, ali na posljetku ga je Zeus njima svladao i bacio ga u pakao ili je pak zatvoren ispod Etne te je izazivao erupcije. 
Prema Apolodoru, bogovi su se pretvorili u životinje i pobjegli u Egipat kad su prvi put vidjeli Tifona. Mojre su pomogle Zeusu svladati Tifona, na kojeg je bačena Etna. 
Tifonova braća Briarej i Enkelad su također pokopani ispod Etne. 

## Vanjske poveznice
- Tifon u klasičnoj literaturi i umjetnosti (engl.)